# Елеонора Бретонська (абатиса)
Елеонора Бретонська (1275 — 16 травня 1342) — абатиса монастиря Фонтевро.

## Життєпис

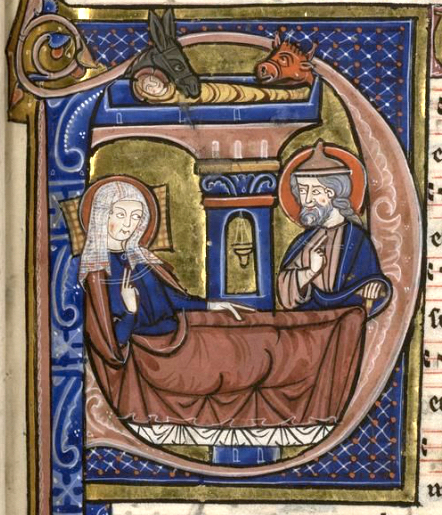
Зображення Різдва з градуалу Елеонори

Батьками Елеонори були Жан II, герцог Бретані, і Беатрис Англійська. 1281 року у віці семи років вступила до абатства Еймсбері, у монастир ордена Фонтевро.
1290 року переїхала в абатство Фонтевро в регіоні Луари у Франції, в головне абатство ордену, де й стала черницею. На її посвяту їй подарували багато ілюмінований градуал, який заповідала передати у власність абатству після смерті. 1304 року стала настоятелькою, а 1342 року, пробувши абатисою 38 років, померла у віці близько шістдесяти семи років.
Градуал зберігся донині і зберігається в публічній бібліотеці Ліможа; вибірку з нього 1991 року записав французький ансамбль «Органум».